# Capella (Ribagorça)
Capella és una vila i municipi de la Comunitat autònoma de l'Aragó, província d'Osca, comarca de la Ribagorça, situat a la Vall de l'Isàbena. Pel terme municipal de Capella transcorren les isoglosses que permeten delimitar les llengües aragonesa i catalana. Llaguarres pertanyeria al domini català, mentre que Capella i Pociello ho farien al de l'aragonès.
| Entitat de població | Habitants |
| ------------------- | --------- |
| Capella             | 312       |
| Llaguarres          | 75        |
| Pociello            | 17        |
| Font: Idescat       |           |

## Romànic

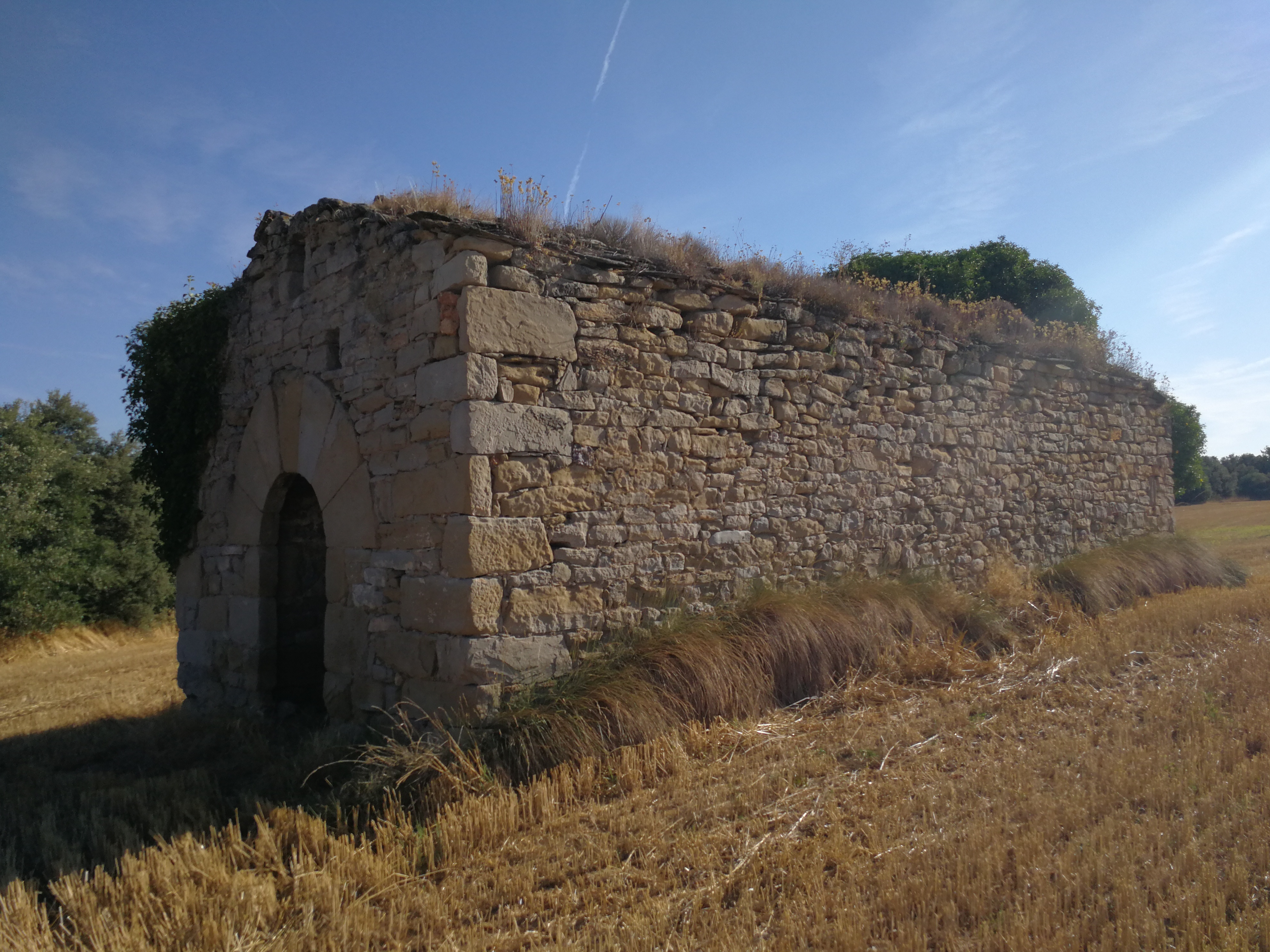
Ermita de Miralpeix. Exterior.

L'església romànica de Sant Martí (segle xii) conté un retaule del 1.527, pintat per Pere Nunyes, pintor establer oriünd de Portugal. Al poble de Capella també hi ha un pont d'època medieval d'esquena d'ase, amb vuit arcs damunt el riu Isàvena, que alguns estudiosos consideren com a romànic..
A prop de Capella s'hi troba la capella de la Mare de Déu del Llano, una ermita romànica de final segle xii que podem contemplar al costat del cementiri de la pedania de Llaguarres. També cal destacar l'església de Sant Martí de la Sierra, del segle xii, i les restes arqueològiques de les ermites de San Julià i Santa Eulàlia. Per acabar, l'ermita de Sant Salvador de Miralpeix (antigament de la Transfiguració) pertanyent a l'antiga aldea del mateix nom, dins la pedania de Pociello.

## Galeria d'imatges

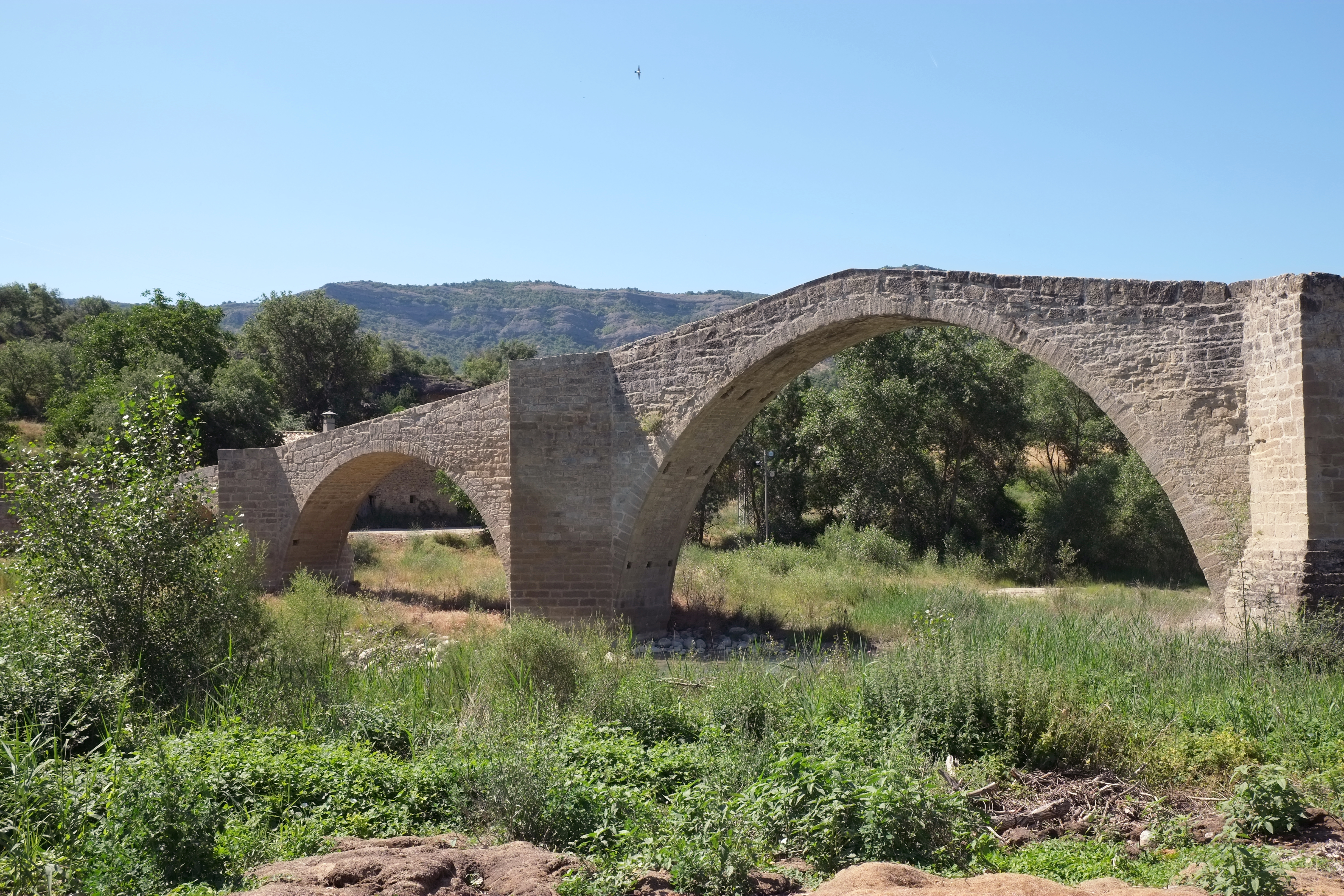
Pont de Capella
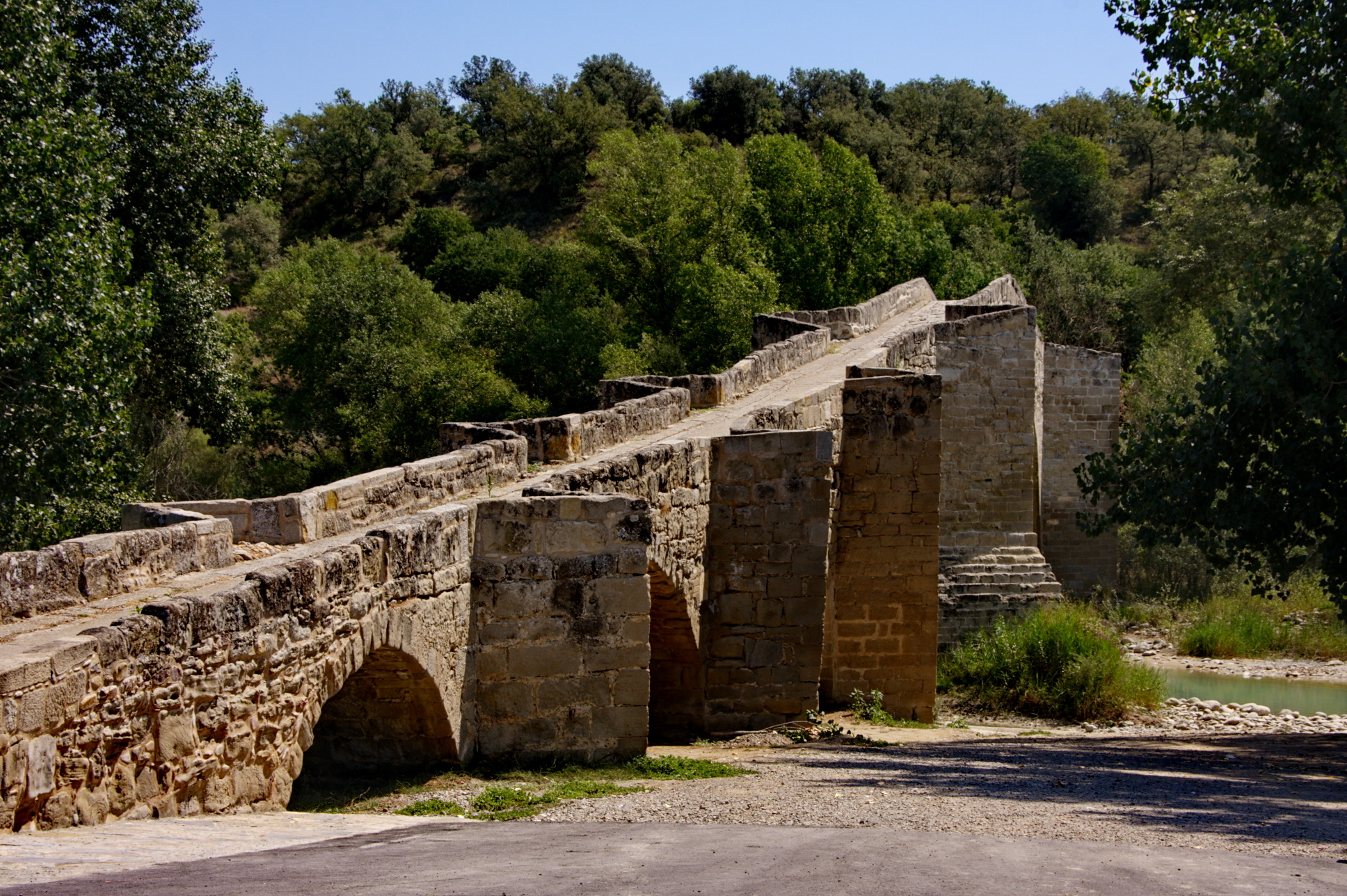
Pont de Capella.
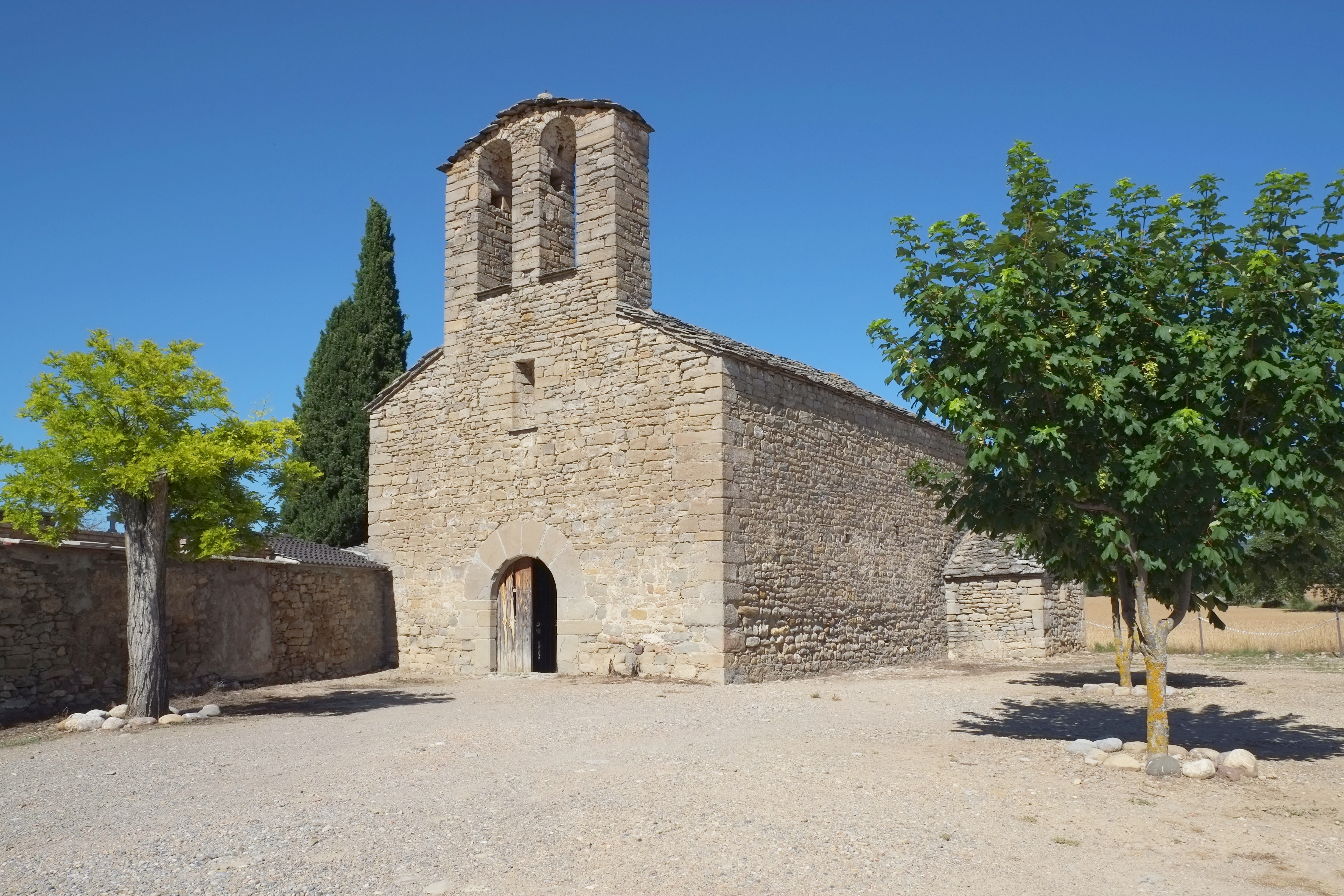
Mare de Déu del Llano, Llaguarres.
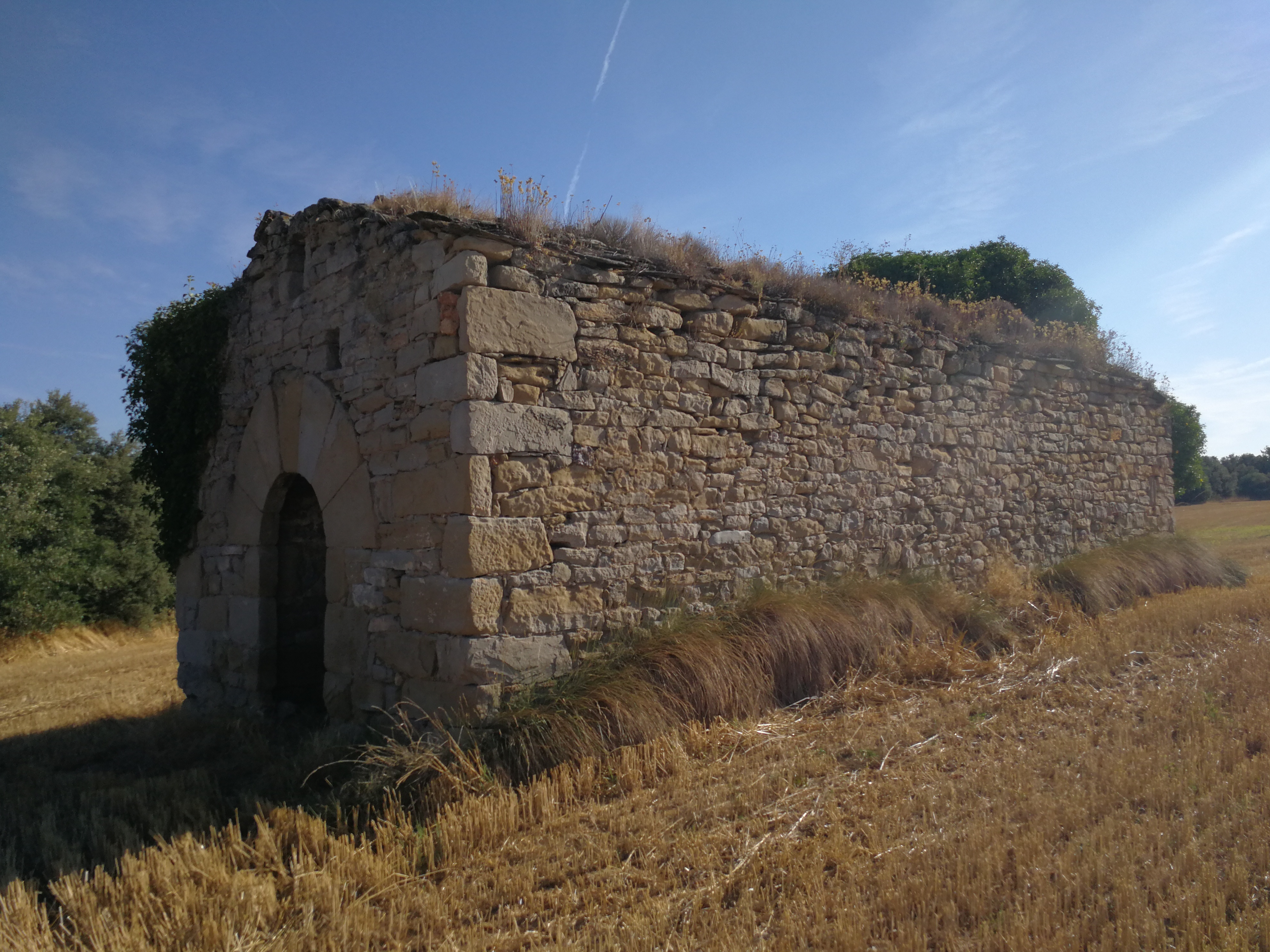
Ermita de Miralpeix.Exterior.
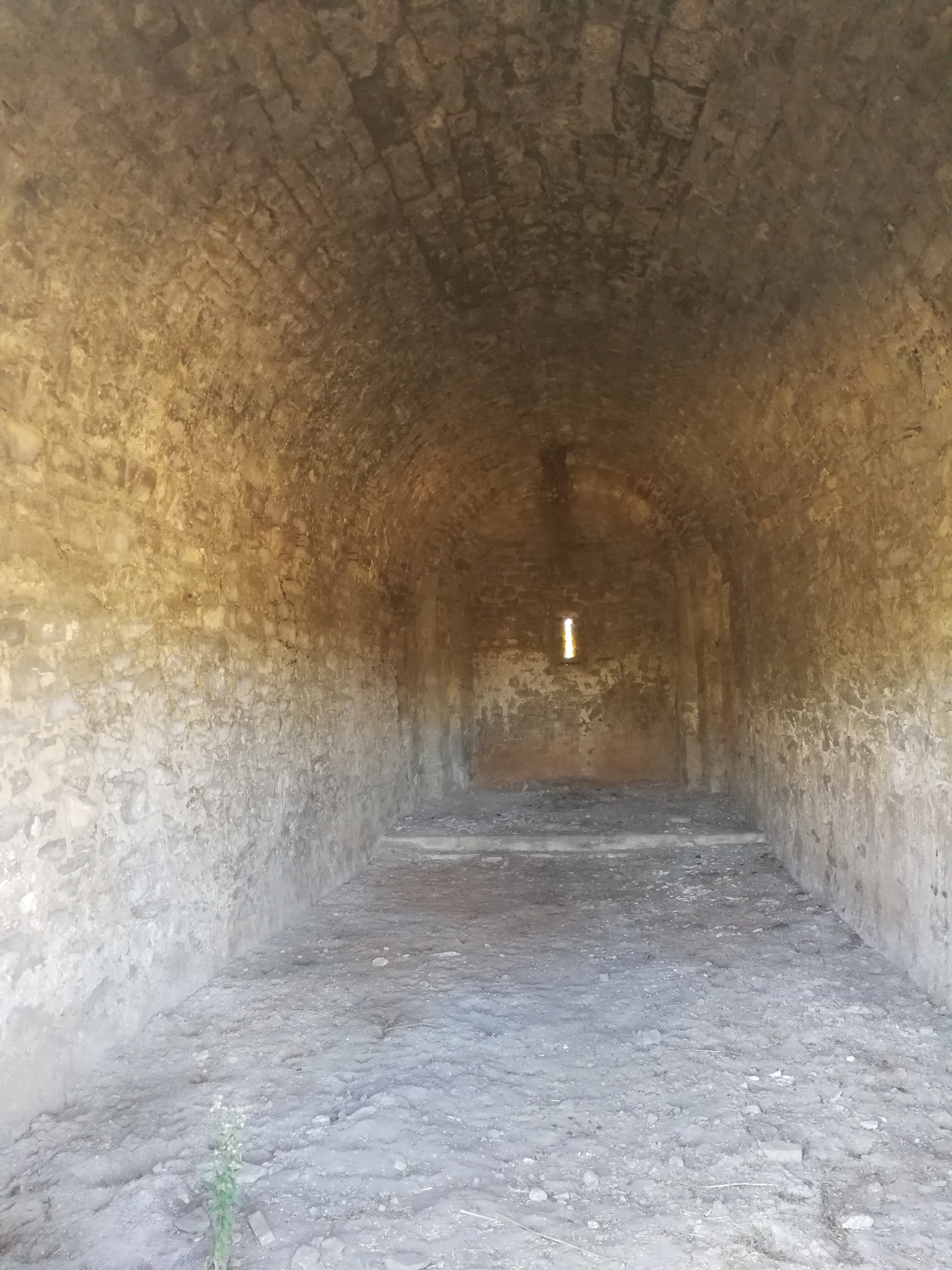
Ermita de Miralpeix. Interior.
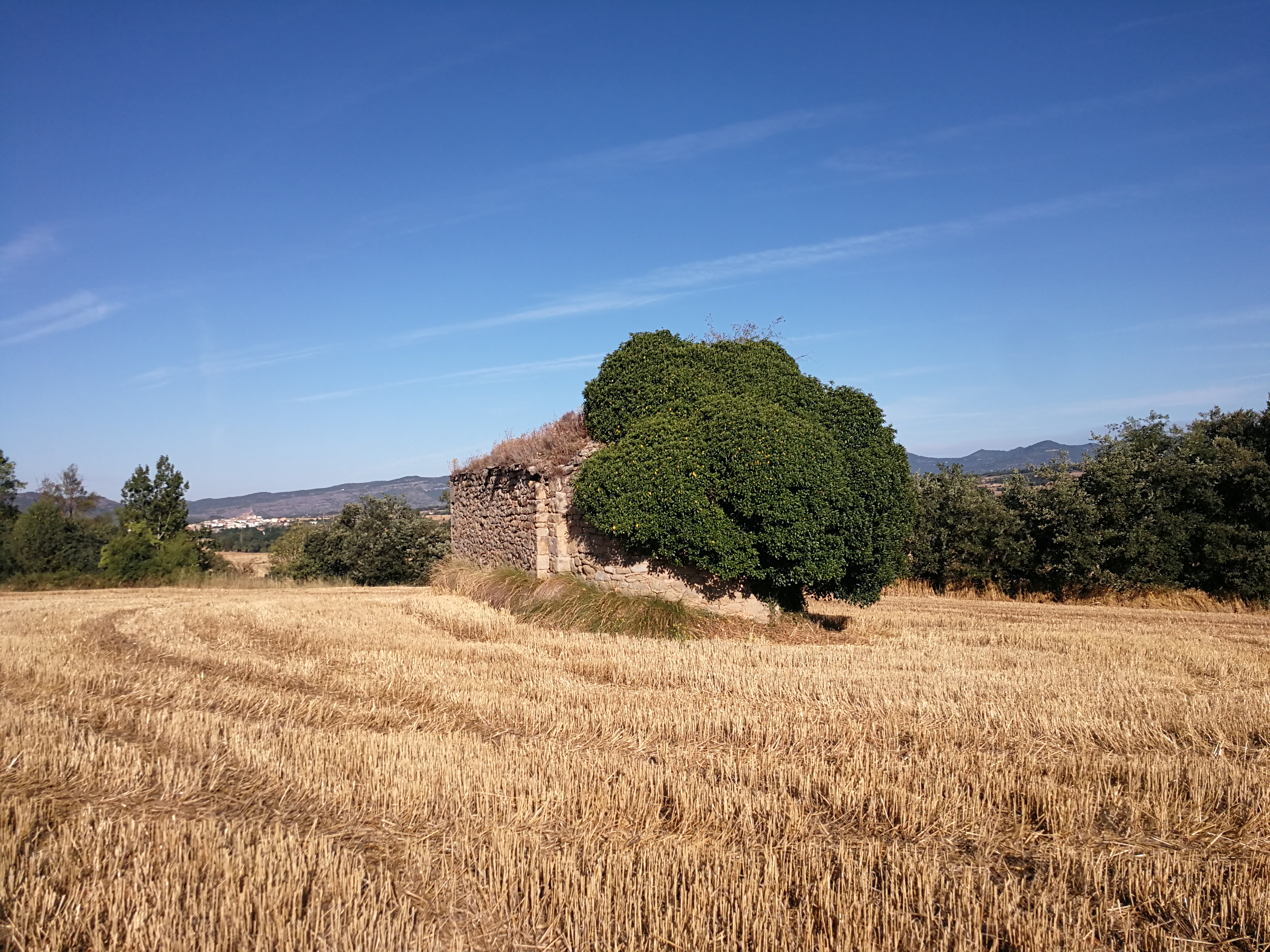
Ermita de Miralpeix. Capçalera.

## Referències

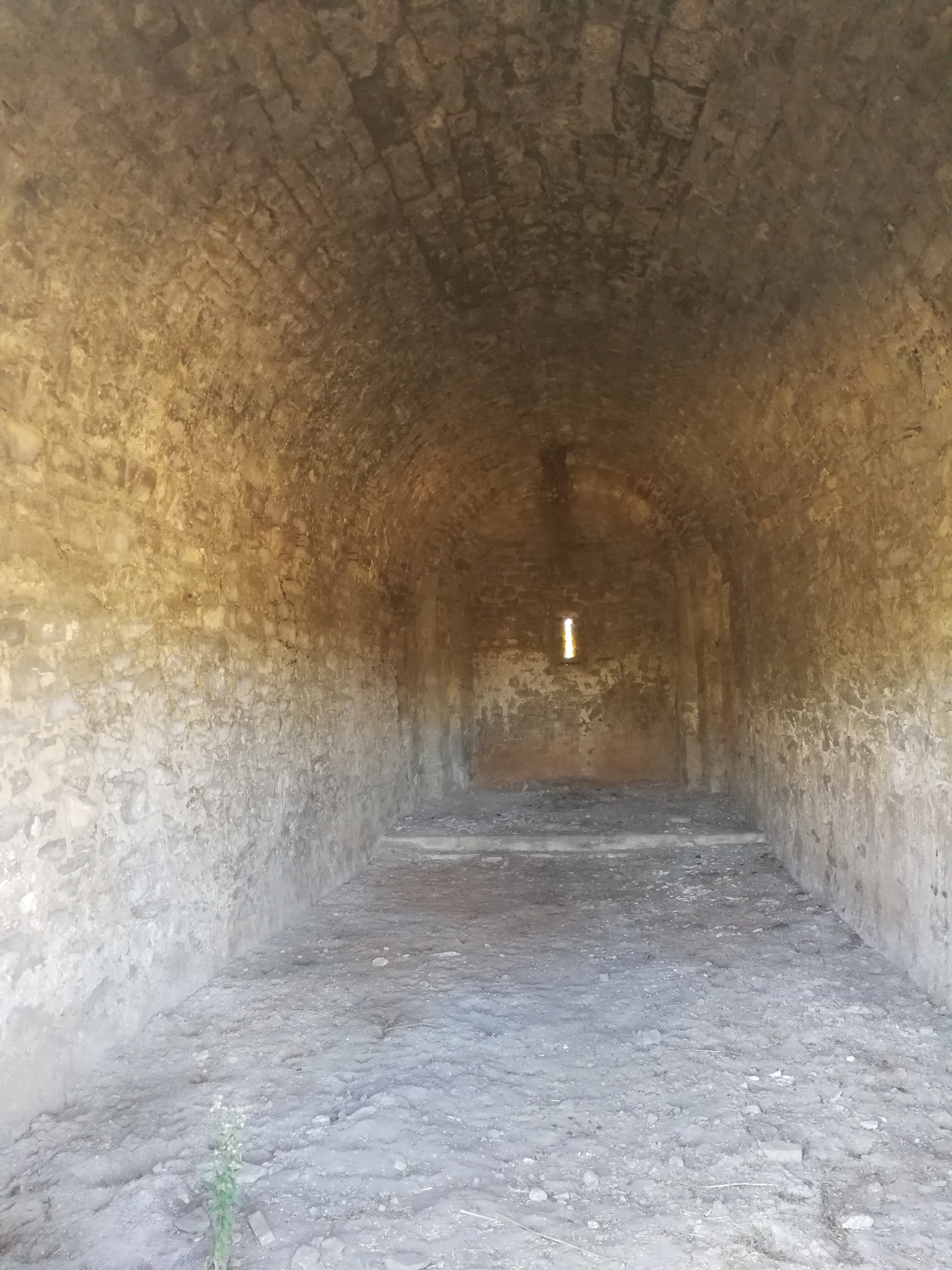
Ermita de Sant Salvador de Miralpeix. Interior